# Daniel Jenny
Daniel Jenny, né le 13 novembre 1949 à Metz en France, est un footballeur français qui jouait au poste de défenseur central.

## Biographie

### CSO Amnéville (1970 - 1973)
Formé au sein du club, c'est au CSO Amnéville, en Moselle, que la carrière du joueur débute.

### FC Metz (1973 - 1980)
Auteur d'excellente performance à Amnéville, le joueur s'engage avec le FC Metz, le club phare de la région en 1973.
À l'issue de la saison 1979-1980, le joueur prend sa retraite à l'âge de 31 ans.